# Agnoshydrus
Agnoshydrus is een geslacht van kevers uit de familie  waterroofkevers (Dytiscidae).
Het geslacht is voor het eerst wetenschappelijk beschreven in 1997 door Biström, Nilsson & Wewalka.

## Soorten
Het geslacht omvat de volgende soorten:
- Agnoshydrus barong (Hendrich, Balke & Wewalka, 1995)
- Agnoshydrus confusus Wewalka & Biström, 1997
- Agnoshydrus densus Biström, Nilsson & Wewalka, 1997
- Agnoshydrus laccophiloides (Régimbart, 1888)
- Agnoshydrus schillhammeri Wewalka, 1999